# Marieke van Drogenbroek
Maria van Drogenbroek, detta Marieke (Utrecht, 16 dicembre 1964), è un'ex canottiera olandese.

## Carriera
Ha partecipato ai Giochi olimpici di Los Angeles 1984 vincendo il bronzo con l'otto con e chiudendo al quinto posto nel quattro con insieme a Wiljon Vaandrager, Anne-Marie Quist, Catalien Neelisse e Marty Laurijsen.

## Palmarès
- Giochi olimpici

Los Angeles 1984: bronzo nell'otto con.